# Seicercus valentini
El mosquitero de Bianchi (Seicercus valentini) es una especie de ave paseriforme de la familia Phylloscopidae propia del este de Asia. Su nombre conmemora al ornitólogo ruso Valentin Lvovich Bianchi (1857–1920).

## Distribución y hábitat
El mosquitero de Bianchi se extiende por gran parte de China, y el norte de Laos, Birmania y Vietnam. Su hábitat natural son los bosques templados y los bosques húmedos subtropicales.